# Gebogen kantmos
Gebogen kantmos (Lophocolea bispinosa) is een klein bebladerd levermos uit de terpentijnmosfamilie (Geocalycaceae).

## Determinatie
Het groeit vaak in dichte matten van slanke, geelgroene scheuten met tangachtige (tweetoppige) bladeren. Het heeft een aromatische geur.

## Verspreiding
Het komt oorspronkelijk uit Zuidoost-Australië en Nieuw-Zeeland. In Nederland komt het gebogen kantmos zeer zeldzaam voor. Anno 2025 is het mos slechts bekend uit een atlasblok. De eerste Nederlandse vondst werd gedaan in een veenmosrietland in De Wieden.